# Акала (муниципалитет)
Акала (исп. Acala) — муниципалитет в Мексике, штат Чьяпас, с административным центром в одноимённом городе. Численность населения, по данным переписи 2020 года, составила 21 187 человек.

## Общие сведения
Название Acala с языка майяского можно перевести как — место каноэ.
Площадь муниципалитета равна 304,6 км², что составляет 0,4 % от площади штата, а наиболее высоко расположенное поселение Лас-Минас, находится на высоте 761 метр.
Он граничит с другими муниципалитетами Чьяпаса: на севере с Синакантаном, на востоке с Сан-Лукасом, Чьяпильей и Тотолапой, на юго-востоке с Венустьяно-Каррансой, на юге и западе с Эмилиано-Сапатой, на северо-западе с Чьяпа-де-Корсо.

## Учреждение и состав
Муниципалитет был образован в 1915 году. В ноябре 2011 года от него был отделён муниципалитет Эмилиано-Сапата.
По данным 2020 года в его состав входит 101 населённый пункт, самые крупные из которых:
| Код INEGI                  | Населённый пункт                                                                       | Численность населения (2005 год) | Численность населения (2010 год) | Численность населения (2020 год) |
| -------------------------- | -------------------------------------------------------------------------------------- | -------------------------------- | -------------------------------- | -------------------------------- |
| 002                        | Всего                                                                                  | 26003                            | 28947                            | 21187                            |
| 0001                       | Акала (исп. Acala) 16°33′06″ с. ш. 92°48′27″ з. д. (административный центр)            | 12688                            | 13889                            | 15001                            |
| 0070                       | Уньон-Буэнависта (исп. Unión Buenavista) 16°29′12″ с. ш. 92°49′10″ з. д.               | 1514                             | 1847                             | 1891                             |
| 0002                       | Адольфо-Лопес-Матеос (исп. Adolfo López Mateos) 16°36′31″ с. ш. 92°53′35″ з. д.        | 554                              | 507                              | 663                              |
| 0411                       | Роберто-Альборес-Гильен (исп. Roberto Albores Guillén) 16°32′52″ с. ш. 92°48′49″ з. д. | 100                              | 172                              | 286                              |
| 0297                       | Белен (исп. Belén) 16°33′41″ с. ш. 92°47′19″ з. д.                                     | 132                              | 187                              | 283                              |
| 0409                       | Монте-де-лос-Оливос (исп. Monte de los Olivos) 16°31′29″ с. ш. 92°50′26″ з. д.         | 172                              | 199                              | 280                              |
| —                          | Прочие                                                                                 | 10845                            | 12146                            | 2783                             |
| Названия на карте Генштаба |                                                                                        |                                  |                                  |                                  |

## Экономическая деятельность
Основной экономической деятельностью муниципалитета является сельское хозяйство, животноводство и рыболовство.
По статистическим данным 2000 года, работоспособное население занято по секторам экономики в следующих пропорциях:
- сельское хозяйство, скотоводство и рыбная ловля — 60,6 %;
- промышленность и строительство — 12 %;
- торговля, сферы услуг и туризма — 25,3 %;
- безработные — 2,1 %.

## Инфраструктура
По статистическим данным 2020 года, инфраструктура развита следующим образом:
- электрификация: 98,9 %;
- водоснабжение: 57,8 %;
- водоотведение: 97,6 %.

## Туристические достопримечательности
В муниципальном центре можно посетить церковь, построенную в XVIII веке